# Castel Gabbiano
Castel Gabbiano (Castèl Gabià in dialetto cremasco) è un comune italiano di 497 abitanti della provincia di Cremona, in Lombardia. 

## Storia

### Simboli
Lo stemma e il gonfalone sono stati concessi con decreto del presidente della Repubblica del 27 aprile 1960.
Il gonfalone è un drappo partito di bianco e d'azzurro.

## Monumenti e luoghi d'interesse
Notevole la presenza della barocca Villa Griffoni Sant'Angelo nel centro dell'abitato, attribuita all'architetto Giovanni Ruggeri.

## Società

### Evoluzione demografica
Abitanti censiti

### Etnie e minoranze straniere
Al 31 dicembre 2020 i cittadini stranieri residenti sono 72. Le comunità nazionali numericamente significative sono:
- Romania, 24

## Infrastrutture e trasporti

### Strade
Il territorio è attraversato dalle seguenti strade provinciali:
- La CR SP ex SS 11 "Padana superiore"
- La variante della CR SP ex SS 591 "Cremasca"
- CR SP 12 Offanengo-Castel Gabbiano

## Amministrazione
Elenco dei sindaci dal 1985 ad oggi.
| Periodo | Periodo   | Primo cittadino          | Partito                         | Carica                    | Note                 |
| ------- | --------- | ------------------------ | ------------------------------- | ------------------------- | -------------------- |
| 1985    | 1990      | Bruno Premoli            | Partito Socialista Italiano     | sindaco                   |                      |
| 1990    | 1995      | Bruno Premoli            | Partito Socialista Italiano     | sindaco                   |                      |
| 1995    | 1999      | Bruno Premoli            | lista civica di centro-sinistra | sindaco                   |                      |
| 1999    | 2004      | Massimiliano Basso Ricci | lista civica                    | sindaco                   |                      |
| 2004    | 2009      | Massimiliano Basso Ricci | lista civica                    | sindaco                   |                      |
| 2009    | 2012      | Santo Maria Milanesi     | lista civica                    | sindaco                   | [ 8 ] [ 9 ]          |
| 2012    | 2012      | Beaumont Bortone         | -                               | commissario prefettizio   | [ 10 ]               |
| 2012    | 2013      | Beaumont Bortone         | -                               | commissario straordinario | [ 11 ] [ 12 ]        |
| 2013    | 2017      | Rosanna Erminia Ignazi   | lista civica                    | sindaco                   | [ 13 ] [ 14 ]        |
| 2017    | 2017      | Filomena Formisano       | -                               | commissario prefettizio   | [ 13 ]               |
| 2017    | 2018      | Filomena Formisano       | -                               | commissario straordinario | [ 15 ]               |
| 2018    | 2019      | Filomena Formisano       | -                               | commissario prefettizio   | [ 16 ] [ 17 ] [ 18 ] |
| 2019    | 2024      | Giorgio Sonzogni         | lista civica                    | sindaco                   |                      |
| 2024    | in carica | Giorgio Sonzogni         | lista civica                    | sindaco                   |                      |